# Vibrações (álbum de Banda Calypso)
Vibrações é o décimo terceiro álbum de estúdio da banda musical brasileira Banda Calypso, lançado em 1º de setembro de 2014 através da gravadora Radar Records. As gravações do disco ocorreram em maio de 2014 nos estúdios Mosh, em São Paulo, e JC Shows, em Recife, com produção musical assinada pelo guitarrista da banda, Ximbinha, e por Dedê. A sonoridade do álbum incorpora elementos de uma variedade de gêneros musicais, como reggae fusion, pop latino e bachata, além do tradicional calypso, seu gênero de assinatura. A faixa-título "Vibrações" foi lançada como single para a sua promoção.

## Desenvolvimento
Vibrações teve sua produção e concepção iniciada em março de 2014. A Banda Calypso começou a gravar o álbum em 19 de maio de 2014 nos estúdios Mosh, em São Paulo, encerrando as gravações ainda no mesmo mês nos estúdios de sua empresa JC Shows, em Recife, sob a produção musical do guitarrista da banda, Ximbinha, e Dedê, que também participa da instrumentação das canções do disco, tocando teclado em todas as faixas. Em entrevista ao Agora São Paulo, Ximbinha contou que "nesse trabalho surgiram músicas que não esper[avam]", e diz que "o grande barato [do álbum] é a grande mistura de ritmos que [foi] coloca[da]". Para a vocalista da banda, Joelma, Vibrações tem "um pouco de tudo, desde as [canções] mais agitadas pra curtir, mas também as românticas pra tocar o coração das pessoas. Tem pra todos os gostos".
Escrita por Marquinhos Maraial e Beto Caju, a faixa-título "Vibrações" abre o disco, e incorpora elementos de reggae fusion e reggaeton, com um arranjo que arrola ukulele. A canção seguinte, "Na Batidinha da Calypso", de Marquinhos Maraial, Beto Caju e Jr. Maceió, é uma fusão de tecnobrega com pop latino. O gênero musical de assinatura da banda, o tradicional calypso, é apresentado nas faixas "Vamos Ficar de Bem", "Meu Novo Amor" e "Pra Mim Valeu", escritas por Paulynho Paixão. Maraial e Caju também escreveram "A Saudade Bateu" e "Como Eu Te Amei", que incorporam bachata. "Estrela do Meu Show", de Chrystian Lima e Jairon Neves, é uma canção influenciada pelo brega, e trata-se de uma homenagem ao cantor Reginaldo Rossi, que faleceu em 2013. A penúltima faixa, "Desculpas", é uma balada de Chrystian Lima e Beto Caju. Por fim, o disco se encerra com "O Dobro da Porção", uma música cristã contemporânea composta por Marquinhos Maraial.

## Lançamento e promoção
"Vibrações" foi lançada como o primeiro single da obra em 20 de julho de 2014. Em 30 de julho, a Banda Calypso revelou, através de suas contas nas redes sociais, a capa do disco. No dia seguinte, o álbum acabou sendo vazado antes do previsto. Foi lançado primeiramente em versão promocional no dia 10 de agosto de 2014, sendo distribuído em shows e promoções, sem qualquer tipo de venda. Em 14 de agosto, o álbum foi colocado em pré-venda na loja virtual da banda. Em 26 de agosto, foi lançado para download digital no iTunes. Vibrações chegou às lojas em 1º de setembro de 2014.
Para promover Vibrações, a Banda Calypso embarcou em uma agenda de divulgação, apresentando-se em diversos programas de televisão. Em 21 de agosto de 2014, a banda esteve presente no Hoje em Dia, onde apresentou a faixa-título "Vibrações", e, em 7 de setembro, perfomou o single no Hora do Faro. No dia 13 do mesmo mês, apresentaram o disco no Sábado Total, onde interpretaram "Vibrações" e "Na Batidinha da Calypso". No dia 18, foram ao Programa do Jô, onde também interpreteram a faixa-título. Em 4 de outubro, compareceram ao Legendários, onde apresentaram "Vibrações" e "Vamos Ficar de Bem". A banda ainda promoveu o álbum e perfomou "Vibrações" no Teleton, em 8 de novembro de 2014; no Programa do Ratinho, em 17 de dezembro, e novamente no Legendários, em 3 de janeiro de 2015. Em 31 de janeiro de 2015, foram ao Programa da Sabrina e interpretaram "Vamos Ficar de Bem".

## Lista de faixas
| N.º            | Título                    | Compositor(es)                          | Duração |  |
| 1.             | "Vibrações"               | Marquinhos Maraial Beto Caju            | 3:32    |  |
| 2.             | "Na Batidinha da Calypso" | Marquinhos Maraial Beto Caju Jr. Maceió | 3:41    |  |
| 3.             | "Vamos Ficar de Bem"      | Paulynho Paixão                         | 4:01    |  |
| 4.             | "Meu Novo Amor"           | Paulynho Paixão                         | 3:33    |  |
| 5.             | "Pra Mim Valeu"           | Paulynho Paixão                         | 3:45    |  |
| 6.             | "A Saudade Bateu"         | Marquinhos Maraial Beto Caju            | 3:41    |  |
| 7.             | "Como Eu Te Amei"         | Marquinhos Maraial Beto Caju            | 3:41    |  |
| 8.             | "Estrela do Meu Show"     | Chrystian Lima Jairon Neves             | 3:43    |  |
| 9.             | "Desculpas"               | Chrystian Lima Beto Caju                | 3:42    |  |
| 10.            | "O Dobro da Porção"       | Marquinhos Maraial                      | 3:57    |  |
| Duração total: | Duração total:            | Duração total:                          | 37:33   |  |

## Créditos
Todo o processo de elaboração de Vibrações atribui os seguintes créditos:
Músicos
- Ximbinha: produção, arranjos, guitarras
- Dedê: produção, arranjos, teclado
- Joelma: vocais principais
- Diego: baixo
- Teobaldo Júnior: bateria
- Laércio da Costa: percussão
- Ringo: vocais de apoio
- Angela: vocais de apoio
- Maria Diniz: vocais de apoio
- Luciano Magno: violão de nylon (faixas 2, 8)
- Márcio Kwen: guitarra (faixa 10)

Técnicos
- André Malaquias: gravação
- Ruy Galisi: assistência de estúdio
- Caio Villares: assistência de estúdio
- Guilherme Destro: assistência de estúdio
- Alex Angeloni: mixagem
- Walter Lima: masterização
- Cristina Yuri: coordenação de estúdios
- Renato Santos: gravação (faixas 2, 8)

Locais de gravação
- Mosh Studios (São Paulo) (faixas 1, 3–7, 9–10)
- JC Shows (Recife) (faixas 2, 8)

Visuais e imagem
- Toninho Castro: design do encarte
- Fábio Nunes: fotografias

## Histórico de lançamento
| Região | Data                   | Formato(s)                 | Gravadora     |
| ------ | ---------------------- | -------------------------- | ------------- |
| Várias | 10 de agosto de 2014   | CD (promocional)           | JC Shows      |
| Várias | 26 de agosto de 2014   | Download digital streaming | Radar Records |
| Várias | 1º de setembro de 2014 | CD                         | Radar Records |